# Jequeri
Jequeri is een gemeente in de Braziliaanse deelstaat Minas Gerais. De gemeente telt 13.225 inwoners (schatting 2009).

## Aangrenzende gemeenten
De gemeente grenst aan Amparo da Serra, Araponga, Canaã, Oratórios, Pedra do Anta, Santo Antônio do Grama, Sericita en Urucânia.